# Hordó (mértékegység)

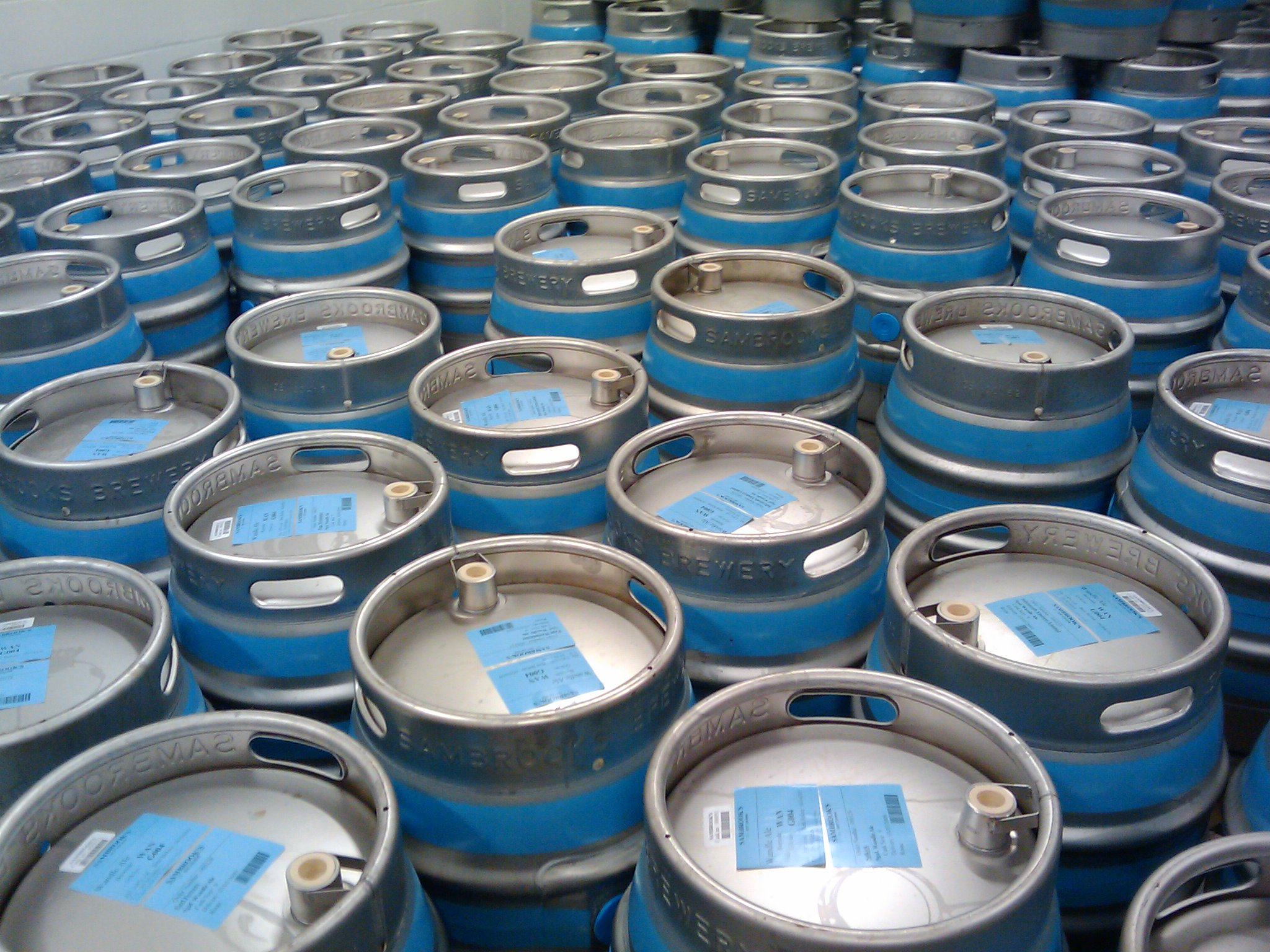
Söröshordók egy sörfőzdében az Egyesült Királyságban kilenc birodalmi gallon vagy egy birodalmi hordó negyedének megfelelő űrtartalommal

A hordó híg űrmérték. Eltérő mennyiségeket jelöl.

## Kőolaj és származékai
- 1 amerikai hordó (bbl.) = 42 amerikai gallon = 336 amerikai pint = 9702 köbhüvelyk = 158,987294928 liter ≈ 0,136 tonna nyersolaj[1]
- 1 birodalmi hordó (bbl.) = 35 birodalmi gallon = 280 birodalmi pint = 9709,68075 köbhüvelyk = 159,113159869818 liter.[2][3]

## Borászat
Magyar eredetű mérték (1395), a tároló edény elnevezéséből a nagyobb borvidékeken alakult ki, és országos bormérték lett.
- 1 hordó = 8-93 köböl = 80,5-930 l.

### Hordófajták
- abaúji hordó
- bécsi hordó
- beregszászi hordó
- berényi hordó
- egri hordó
- erdélyi hordó (három méretben: 1823-ig 218 l, 436 l, 872,1 l; 1823-tól 56,6 l, 113,2 l, 452,8 l.)
- gönci hordó (egész és fél: 17. század elejéig 352,5 l és 176,25 l; 17. század további részében 201,44 l és 100,72 l; 18. századtól csak egyféle: 151,07 l; 1807-től 147,73 l); 1 gönci hordó = 2,5 akó = 160 icce = 136 liter.[4][5][6]
- gyöngyösi hordó
- kassai hordó
- körmendi hordó
- kövi hordó
- munkácsi hordó
- pozsonyi hordó
- somogyi hordó
- soproni hordó (18. század elejéig 930,6 l; utána 105,75 l.)
- szepesi hordó
- szerémi hordó
- sztankóci hordó
- telkibányai hordó
- tokaj-hegyaljai hordó (18. század elejéig 134,29 l; utána 1807-ig 157,07 l; 1807-től 147,73 l.)
- Tolnai hordó
- ungvári hordó
- váradi hordó

## Fordítás
- Ez a szócikk részben vagy egészben  a   Barrel című angol Wikipédia-szócikk fordításán alapul.  Az eredeti cikk szerkesztőit annak laptörténete sorolja fel. Ez a jelzés csupán a megfogalmazás eredetét és a szerzői jogokat jelzi, nem szolgál a cikkben szereplő információk forrásmegjelöléseként.